# Danska filminstitutet
Danska filminstitutet (danska: Det Danske Filminstitut) är en dansk statlig institution som står under Kulturministeriet och ansvarar för statligt stöd till dansk film. Institutet grundades 1972 och ersatte den tidigare Filmfonden. År 1997 slogs det ihop med Statens Filmcentral och Det Danske Filmmuseum. Verkställande direktör är sedan 2007 Henrik Bo Nielsen.
Filminstitutet är beläget i Filmhuset på Gothersgade 55 i Köpenhamn. Byggnaden inhyser även Cinemateket, museum, en bok- och videohandel, aktiviteter för barn och restaurangen Sult.

## Uppdrag
Danska filminstitutet har genom den danska filmlagen i uppdrag att främja dansk filmkonst, filmkultur och biografkultur. Det anger följande huvudmål för sin verksamhet:
- Att tillhandahålla ekonomiskt stöd för manusutarbetning, utveckling, produktion, lansering och presentation av dansk film och att säkra distribution av dansk film.
- Att sprida kännedom om dansk och utländsk film i Danmark och att främja försäljningen av och kännedomen om dansk film i utlandet.
- Att säkra bevarandet av film och dokumentationsmaterial om film, att insamla film- och TV-litteratur, att forska och att göra samlingarna tillgängliga för allmänheten.
- Att säkerställa ett brett utbud av publikinriktade aktiviterer om film.
- Att säkra en löpande dialog med filmbranschen och väsentliga användargrupper om Filminstitutets verksamhet.
- Att främja professionellt experimenterande filmkonst och talangutveckling genom drift av verkstäder.
- Att säkra produktion av informativ film bl.a. för undervisningsbruk.

## Direktörer
| År        | Person                 |
| --------- | ---------------------- |
| 1972–1973 | Erik Hauerslev         |
| 1974–1976 | Leif Feilberg          |
| 1976–1988 | Finn Aabye             |
| 1988      | Mona Jensen            |
| 1988–1990 | Erik Crone             |
| 1990–1991 | Mona Jensen            |
| 1991–1993 | Bo Christensen         |
| 1993      | Mona Jensen            |
| 1993–1995 | Henrik Bering-Liisberg |
| 1995–1997 | Mona Jensen            |
| 1997–2007 | Henning Camre          |
| 2007–     | Henrik Bo Nielsen      |